# Margarete Hackebeil
Margarete Hackebeil (* 6. April 1907 als Maria Margarete Bischoff in Bautzen; † 9. Februar 2001 in Berlin) war eine deutsche Schriftstellerin und Drehbuchautorin der 1940er Jahre.

## Leben und Wirken
Die Tochter des Seminaroberlehrers Maximilian Wilhelm Bischoff und seiner Gattin Lilli Edith, geb. Jacob, schloss ihre Schulbildung mit dem Abitur ab und sollte zunächst wie der Vater ebenfalls im Lehrberuf tätig werden. Rasch entdeckte die von 1931 bis 1946 mit dem Verleger Max Eugen Hackebeil verheiratete Margarete Bischoff jedoch ihre Liebe zum Schreiben und begann fortan Romane zu verfassen, beginnend mit Kristin und die Erde (1932), einer Jungmädchengeschichte, die von der Kritik teils wohlwollend („köstlich und voller Humor erzählt“), teils negativ besprochen wurde. Es folgten u. a. die Buchtitel Und wieder beginnt das Leben (1935), Ein Damm wächst ins Meer (1935), Der falsche Waldemar (1935) und Schulmeister Thieß und seine Jugend (1936).
Nach Kriegsausbruch 1939 konnte die gebürtige Bautzenerin nicht mehr publizieren und fand stattdessen sporadisch Arbeit beim Film. Dort schrieb sie mit Moselfahrt mit Monika und Seinerzeit zu meiner Zeit die Drehbücher zu zwei klassischen Frauengeschichten. Nach dem Krieg holte Hans Deppe sie ein letztes Mal zum Film, als er mit ihr 1946 das Manuskript zu dem von ihm inszenierten Zeitstück Kein Platz für Liebe verfasste. Anschließend verschwand die 1960 in Berlin-Tempelhof lebende Autorin aus dem Blickfeld der Öffentlichkeit. Sie starb 2001 in Steglitz-Zehlendorf.

## Filmografie (komplett)
- 1943/52: Moselfahrt mit Monika
- 1944: Seinerzeit zu meiner Zeit
- 1947: Kein Platz für Liebe